# 卡爾科塔王朝
卡爾科塔王朝（英語：Karkoṭa Empire）是源於喀什米爾的印度王朝。拉利塔迭多·穆克塔毗达是卡爾科塔王朝最強勢的君王，在唐朝的幫助下征服了旁遮普、阿富汗、中亞的部分地區。迦尔诃纳編纂的史書《王河》記載，拉利塔迭多·穆克塔毗达在約740年擊敗了曲女城國王耶輸跋摩以及突厥人、吐蕃人，但部分學者認為迦尔诃纳誇大了拉利塔迭多·穆克塔毗达的功績。卡爾科塔王朝的君主大多信仰印度教，並於王城Parihaspur建造宏偉的印度教寺廟。佛教也在王朝統治下繁盛發展，王城遺址存在不少窣堵坡、佛教精舍。印度安南塔那加縣的Martand太陽神廟為拉利塔迭多·穆克塔毗达所建，是現存已知最古老的印度太陽神廟，也是當時最宏偉的建築之一。
公元885年，該王朝為阿槃提跋摩建立的Utpala王朝所取代。

## 圖集

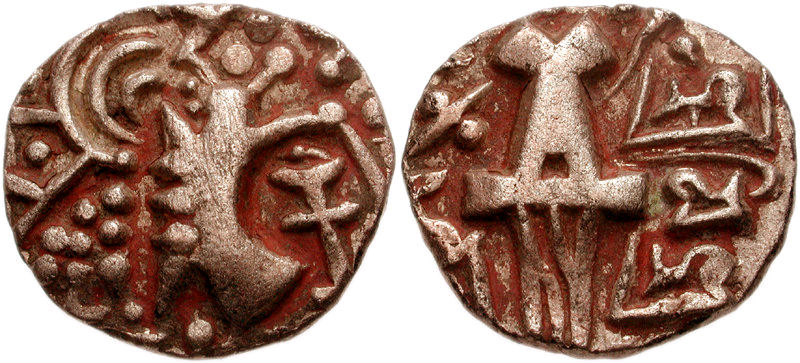
王朝貨幣（763-770年）
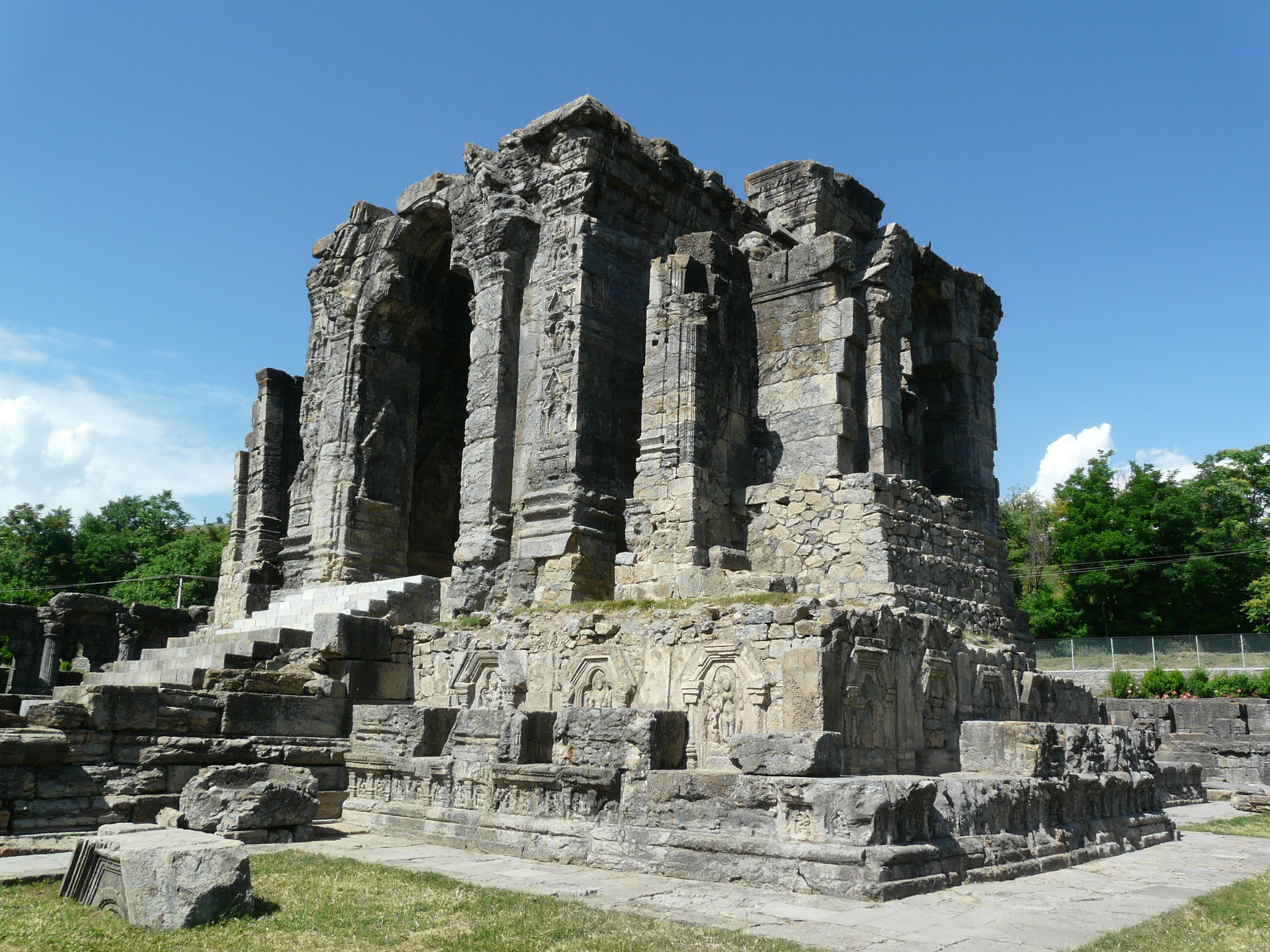
Martand太陽神廟（英语：Martand Sun Temple）
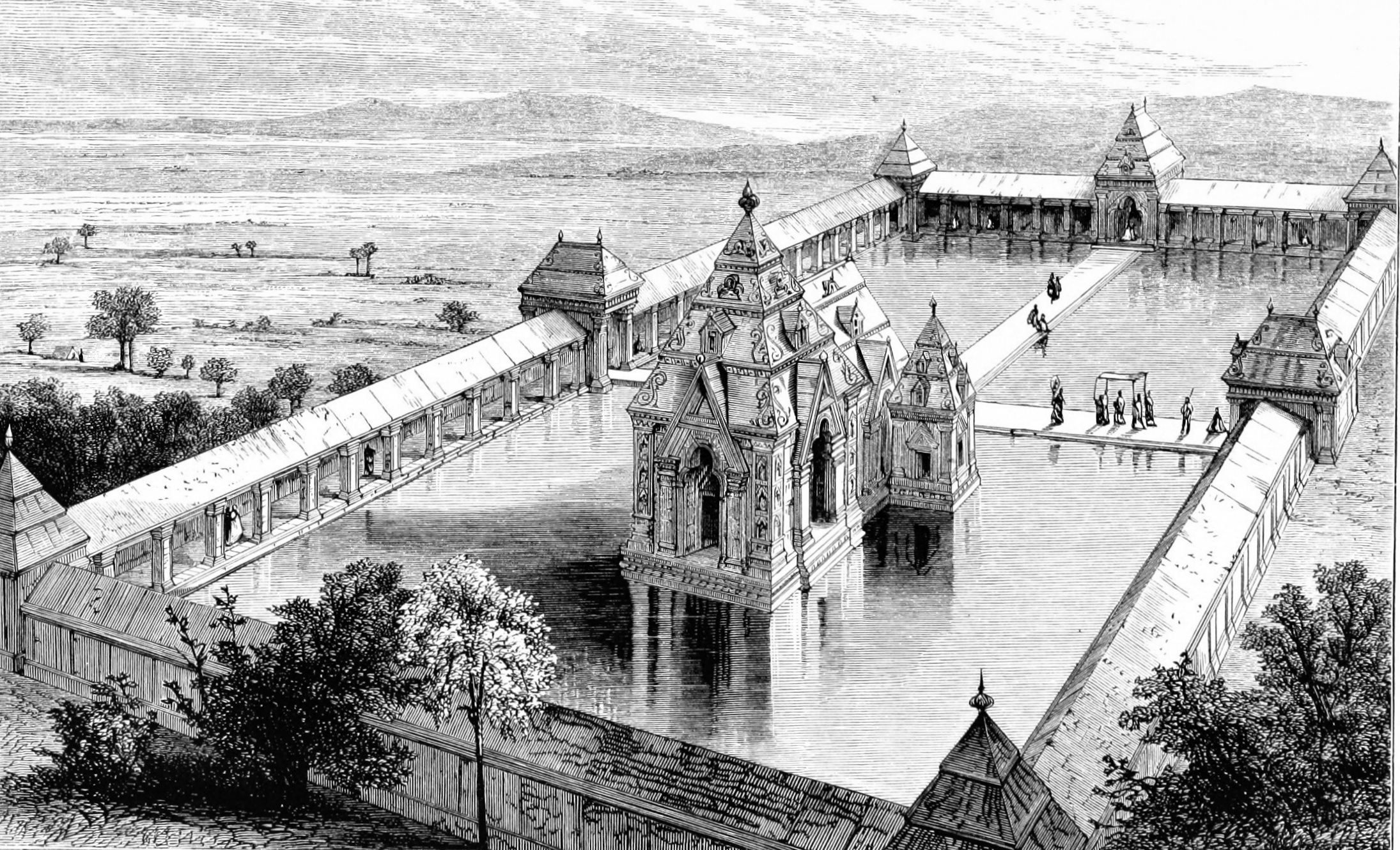
J. Duguid所繪製的Martand太陽神廟（英语：Martand Sun Temple）的想像復原圖（1870-1873）

## 腳註
1. Joseph E. Schwartzberg. A Historical Atlas of South Asia
2. ↑  Joseph E. Schwartzberg. A Historical Atlas of South Asia
3. ↑  .   [2018-07-14]. （原始内容存档于2016-02-16）.
4. ↑  Wink 2002，第243頁.
5. ↑  《印度古代史綱》，196頁
6. ↑  Chadurah 1991，第45頁.
7. ↑  Hasan 1959，第54頁.
8. ↑  Kamlesh Moza. .   [2018-07-14]. （原始内容存档于2018-04-03）.
9. ↑  . : Ixx.
10. ↑  . : 35.
11. ↑  Sen, Sailendra Nath. . New Age International. 1999: 295. ISBN 978-8122-411-98-0.